# Stewart Grand Prix
Stewart Grand Prix war ein britischer Motorsport-Rennstall, der von der Saison 1997 bis zur Saison 1999 an der Formel-1-Weltmeisterschaft teilnahm.

## Geschichte
Das Team war 1996 vom ehemaligen Formel-1-Weltmeister Jackie Stewart und dessen Sohn Paul gegründet worden und ging aus dem Team Paul Stewart Racing hervor, das seit 1989 in der britischen Formel-3-Meisterschaft angetreten war. Nach anfänglich mittelmäßigen Ergebnissen war Stewart dabei zum Top-Team der Rennserie geworden: In von Stewart eingesetzten Fahrzeugen konnten Gil de Ferran (1992), Kelvin Burt (1993), Jan Magnussen (1994), Ralph Firman (1996), Jonny Kane (1997) und Mário Haberfeld (1998) die Meisterschaften teils in dominanter Weise gewinnen. Daneben fuhren auch die späteren Formel-1-Piloten David Coulthard (1991), Luciano Burti (1998–1999) und Narain Karthikeyan (2000) für das Team, das sich nach der Saison 2000 allerdings aus der Formel 3 zurückzog.
Stewart Grand Prix erzielte bei 49 Grand-Prix-Starts einen Sieg (Johnny Herbert beim Großen Preis von Europa auf dem Nürburgring 1999), eine Pole-Position (Rubens Barrichello beim Großen Preis von Frankreich in Magny-Cours 1999) sowie insgesamt 47 WM-Punkte.

### 1997: Ein schwieriger Start

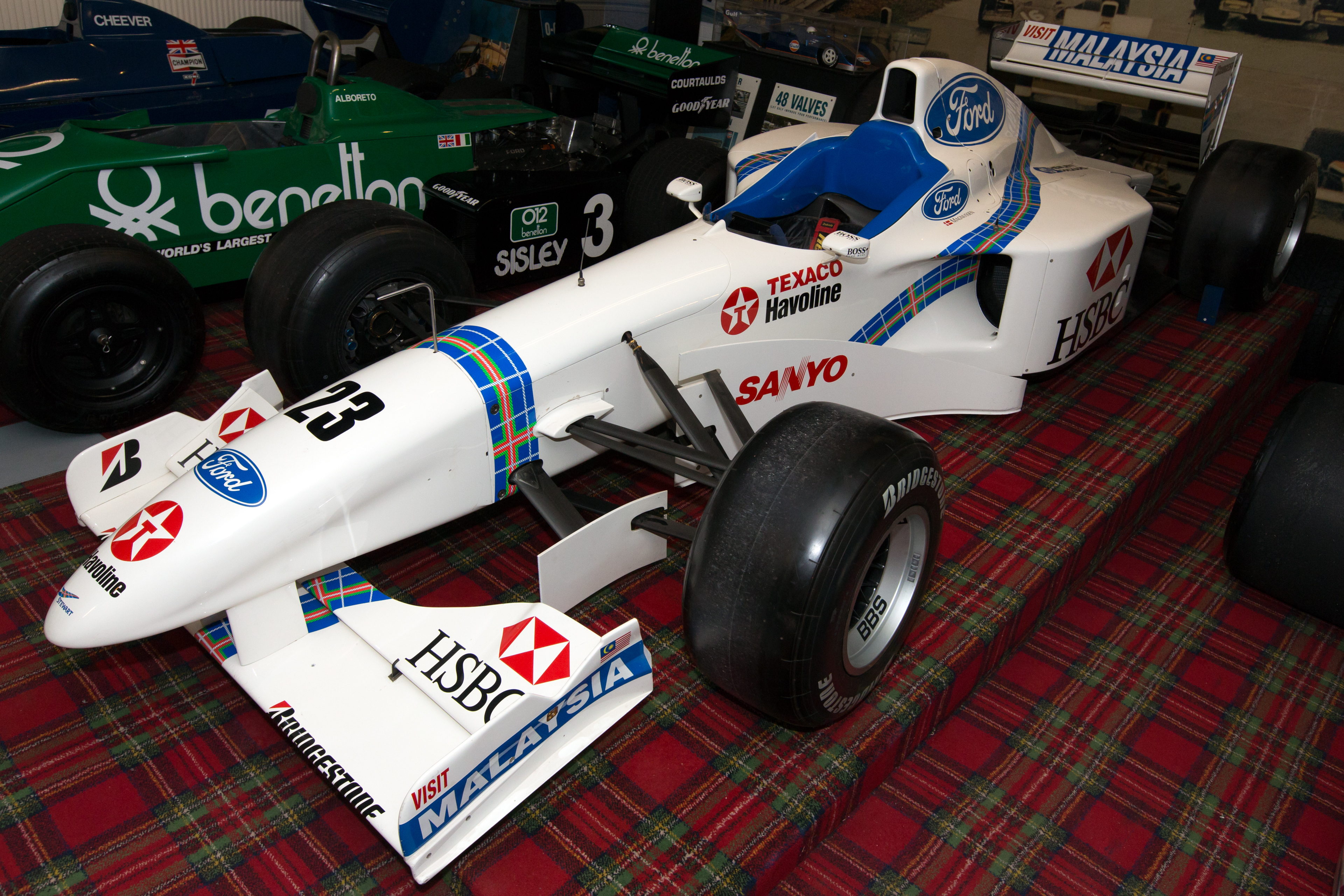
Der Stewart SF01 aus der Saison 1997 in der Donington Grand Prix Collection 2013

1997 nahm das Team mit dem Stewart SF01 an der WM teil, der von einem Ford Zetec-R 3.0 V10 angetrieben wurde. Als Fahrer wurden Rubens Barrichello und der noch unerfahrene Jan Magnussen verpflichtet. Die erste Saison verlief wenig erfolgreich. Zwar wäre das Auto durchaus konkurrenzfähig gewesen, doch gerade die Zuverlässigkeit machte Probleme. Dennoch gelang beim Großen Preis von Monaco ein überraschender zweiter Platz durch Rubens Barrichello. Das Rennen war allerdings durch Regen und diverse Ausfälle geprägt. Gerade der Regen begünstigte die mit Bridgestone-Regenreifen ausgestatteten Fahrzeuge (und somit auch Stewart), da diese bei den vorherrschenden Bedingungen eine bessere Leistung boten als die Goodyear-Regenreifen der Konkurrenz. Die durch den zweiten Platz gewonnenen sechs Punkte sollten die einzigen Punkte der Saison bleiben. Stewart wurde am Ende Neunter der Konstrukteurswertung.

### 1998: Nur kleine Fortschritte

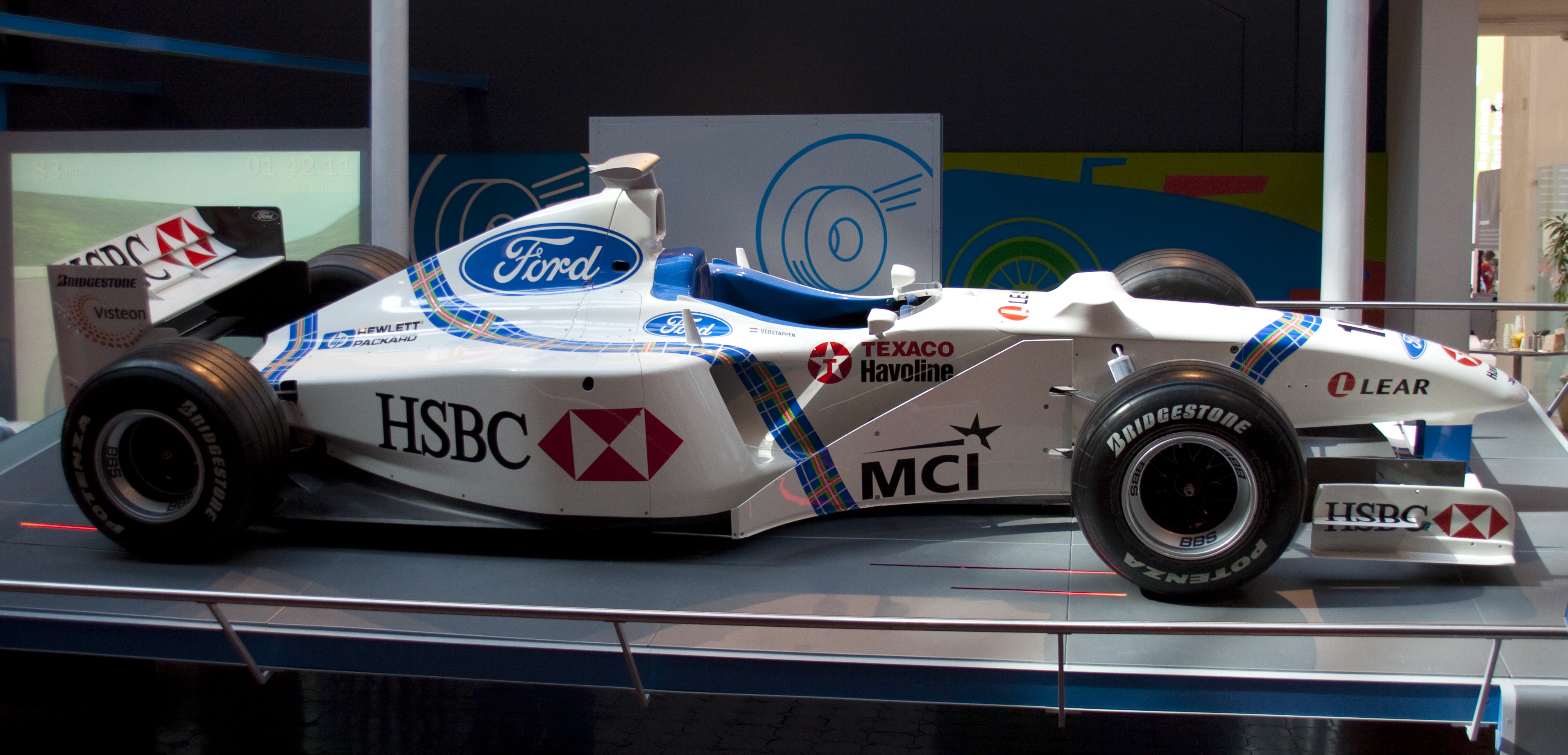
Der Stewart SF2 aus der Saison 1998 im National Museum of Scotland 2010

In der zweiten Saison wurde der Stewart SF2 eingesetzt. Als Fahrer waren zu Beginn wieder Barrichello und Magnussen tätig. Nach dem siebten Rennen wurde Magnussen jedoch durch Jos Verstappen ersetzt. Die Saison 1998 verlief ähnlich enttäuschend wie das Vorjahr. Letztlich konnten Barrichello und Magnussen nur insgesamt dreimal in die Punkte fahren (zwei fünfte Plätze und ein sechster Platz), Verstappen holte keine Punkte. Mit insgesamt fünf Punkten landete das Team damit letztlich auf dem achten Rang. Ein großes Problem war auch weiterhin die Zuverlässigkeit des Autos.

### 1999: Der einzige Sieg und die Übernahme durch Ford

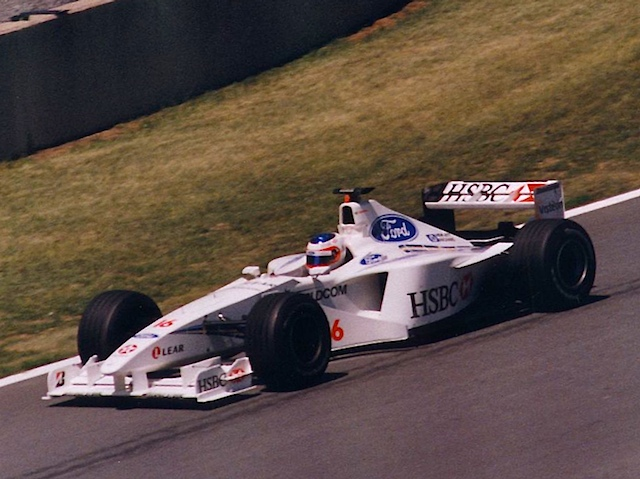
Rubens Barrichello beim Großen Preis von Kanada 1999

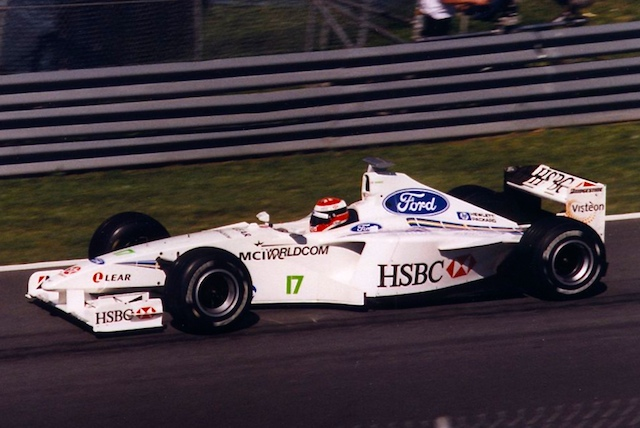
Johnny Herbert beim Großen Preis von Kanada 1999

Für die Saison 1999 wurde neben Rubens Barrichello, der dem Team treu blieb, mit Johnny Herbert ein sehr erfahrener Pilot eingesetzt. Sie fuhren den Stewart SF3, der nicht mehr mit dem alten Ford-Zetec-R-Motor ausgerüstet war, sondern nun einen Cosworth CR-1 3.0 V10 im Heck hatte.
Das Auto war nun deutlich zuverlässiger und auch leistungstechnisch konkurrenzfähig. In der Folge konnte das Fahrerduo regelmäßig in die Punkteränge fahren. Schon beim dritten Rennen, dem Großen Preis von San Marino 1999, erzielte Barrichello mit seinem dritten Platz die erste Podiumsplatzierung seit 1997. Er konnte dieses Ergebnis noch zweimal wiederholen (beim Großen Preis von Frankreich und beim Großen Preis von Europa). In Frankreich gelang es ihm zudem, die erste Pole-Position des Teams einzufahren. Ein Negativpunkt war jedoch seine Disqualifikation beim Großen Preis von Spanien aufgrund eines nicht regelkonformen Unterbodens.
Sein Teamkollege Johnny Herbert konnte nicht ganz an diese Leistungen anknüpfen, holte aber dennoch einige Male Punkte. Beim chaotischen Großen Preis von Europa konnte er jedoch von den zahlreichen Ausfällen der Konkurrenz am besten profitieren und holte den ersten und einzigen Sieg der Teamgeschichte. Für ihn persönlich war es der dritte und letzte Sieg in seiner Karriere.
Mit insgesamt 36 Punkten, vier Podestplatzierungen und einem Sieg belegte das Team am Ende Platz vier in der Konstrukteursweltmeisterschaft.
Im Laufe des Jahres 1999 wurde Stewart Grand Prix vollständig vom US-amerikanischen Automobilkonzern Ford übernommen, der es zuvor bereits als Motorenlieferant unterstützt hatte. Ab der Saison 2000 trat der Rennstall unter dem Namen Jaguar Racing an. Seit 2005 heißt der Rennstall Red Bull Racing, nachdem er von dem österreichischen Getränkehersteller Red Bull GmbH aufgekauft wurde.

## Zahlen und Daten

### Statistik in der Formel 1
| Saison | Teamname     | Chassis      | Motor                 | Reifen | Grands Prix | Siege | Zweiter | Dritter | Poles | schn. Runden | Punkte | WM-Rang |
| ------ | ------------ | ------------ | --------------------- | ------ | ----------- | ----- | ------- | ------- | ----- | ------------ | ------ | ------- |
| 1997   | Stewart Ford | Stewart SF01 | Ford Zetec-R 3.0 V10  | B      | 17          | –     | 1       | –       | –     | –            | 6      | 9.      |
| 1998   | Stewart Ford | Stewart SF2  | Ford Zetec-R 3.0 V10  | B      | 16          | –     | –       | –       | –     | –            | 5      | 8.      |
| 1999   | Stewart Ford | Stewart SF3  | Cosworth CR-1 3.0 V10 | B      | 16          | 1     | –       | 3       | 1     | –            | 36     | 4.      |
| Gesamt | Gesamt       | Gesamt       | Gesamt                | Gesamt | 49          | 1     | 1       | 3       | 1     | –            | 47     |         |

### Alle Fahrer von Stewart in der Formel 1
| Name               | Jahre     | Grand Prix | Punkte | Siege | Zweiter | Dritter | Poles | SR | beste WM-Pos. |
| ------------------ | --------- | ---------- | ------ | ----- | ------- | ------- | ----- | -- | ------------- |
| Rubens Barrichello | 1997–1999 | 49         | 31     | –     | 1       | 3       | 1     | –  | 07. (1999)    |
| Jan Magnussen      | 1997–1998 | 24         | 1      | –     | –       | –       | –     | –  | 17. (1998)    |
| Johnny Herbert     | 1999      | 15         | 15     | 1     | –       | –       | –     | –  | 08. (1999)    |
| Jos Verstappen     | 1998      | 9          | –      | –     | –       | –       | –     | –  | 23. (1998)    |

### Ergebnisse in der Formel 1
| Saison | Chassis | Fahrer         | Nr. | 1   | 2   | 3   | 4   | 5   | 6   | 7   | 8   | 9   | 10  | 11  | 12  | 13  | 14  | 15  | 16  | 17  | Punkte | Rang |
| ------ | ------- | -------------- | --- | --- | --- | --- | --- | --- | --- | --- | --- | --- | --- | --- | --- | --- | --- | --- | --- | --- | ------ | ---- |
| 1997   | SF01    |                |     |     |     |     |     |     |     |     |     |     |     |     |     |     |     |     |     |     | 6      | 9.   |
| 1997   | SF01    | R. Barrichello | 22  | DNF | DNF | DNF | DNF | 2   | DNF | DNF | DNF | DNF | DNF | DNF | DNF | 13  | 14  | DNF | DNF | DNF | 6      | 9.   |
| 1997   | SF01    | J. Magnussen   | 23  | DNF | DNF | 10  | DNF | 7   | 13  | DNF | DNF | DNF | DNF | DNF | 12  | DNF | DNF | DNF | DNF | 9   | 6      | 9.   |
| 1998   | SF2     |                |     |     |     |     |     |     |     |     |     |     |     |     |     |     |     |     |     |     | 5      | 8.   |
| 1998   | SF2     | R. Barrichello | 18  | DNF | DNF | 10  | DNF | 5   | DNF | 5   | 10  | DNF | DNF | DNF | DNF | DNF | 10  | 11  | DNF |     | 5      | 8.   |
| 1998   | SF2     | J. Magnussen   | 19  | DNF | 10  | DNF | DNF | 12  | DNF | 6   |     |     |     |     |     |     |     |     |     |     | 5      | 8.   |
| 1998   | SF2     | J. Verstappen  | 19  |     |     |     |     |     |     |     | 12  | DNF | DNF | DNF | 13  | DNF | DNF | 13  | DNF |     | 5      | 8.   |
| 1999   | SF3     |                |     |     |     |     |     |     |     |     |     |     |     |     |     |     |     |     |     |     | 36     | 4.   |
| 1999   | SF3     | R. Barrichello | 16  | 5   | DNF | 3   | 9   | DSQ | DNF | 3   | 8   | DNF | DNF | 5   | 10  | 4   | 3   | 5   | 8   |     | 36     | 4.   |
| 1999   | SF3     | J. Herbert     | 17  | DNS | DNF | 10  | DNF | DNF | 5   | DNF | 12  | 14  | 11  | 11  | DNF | DNF | 1   | 4   | 7   |     | 36     | 4.   |

| Legende  | Legende            | Legende                                                          |
| Farbe    | Abkürzung          | Bedeutung                                                        |
| -------- | ------------------ | ---------------------------------------------------------------- |
| Gold     | –                  | Sieg                                                             |
| Silber   | –                  | 2. Platz                                                         |
| Bronze   | –                  | 3. Platz                                                         |
| Grün     | –                  | Platzierung in den Punkten                                       |
| Blau     | –                  | Klassifiziert außerhalb der Punkteränge                          |
| Violett  | DNF                | Rennen nicht beendet (did not finish)                            |
| Violett  | NC                 | nicht klassifiziert (not classified)                             |
| Rot      | DNQ                | nicht qualifiziert (did not qualify)                             |
| Rot      | DNPQ               | in Vorqualifikation gescheitert (did not pre-qualify)            |
| Schwarz  | DSQ                | disqualifiziert (disqualified)                                   |
| Weiß     | DNS                | nicht am Start (did not start)                                   |
| Weiß     | WD                 | zurückgezogen (withdrawn)                                        |
| Hellblau | PO                 | nur am Training teilgenommen (practiced only)                    |
| Hellblau | TD                 | Freitags-Testfahrer (test driver)                                |
| ohne     | DNP                | nicht am Training teilgenommen (did not practice)                |
| ohne     | INJ                | verletzt oder krank (injured)                                    |
| ohne     | EX                 | ausgeschlossen (excluded)                                        |
| ohne     | DNA                | nicht erschienen (did not arrive)                                |
| ohne     | C                  | Rennen abgesagt (cancelled)                                      |
| ohne     | keine WM-Teilnahme |                                                                  |
| sonstige | P/fett             | Pole-Position                                                    |
| sonstige | 1/2/3/4/5/6/7/8    | Punktplatzierung im Sprint-/Qualifikationsrennen                 |
| sonstige | SR/kursiv          | Schnellste Rennrunde                                             |
| sonstige | *                  | nicht im Ziel, aufgrund der zurückgelegten Distanz aber gewertet |
| sonstige | ()                 | Streichresultate                                                 |
| sonstige | unterstrichen      | Führender in der Gesamtwertung                                   |